# Woleai

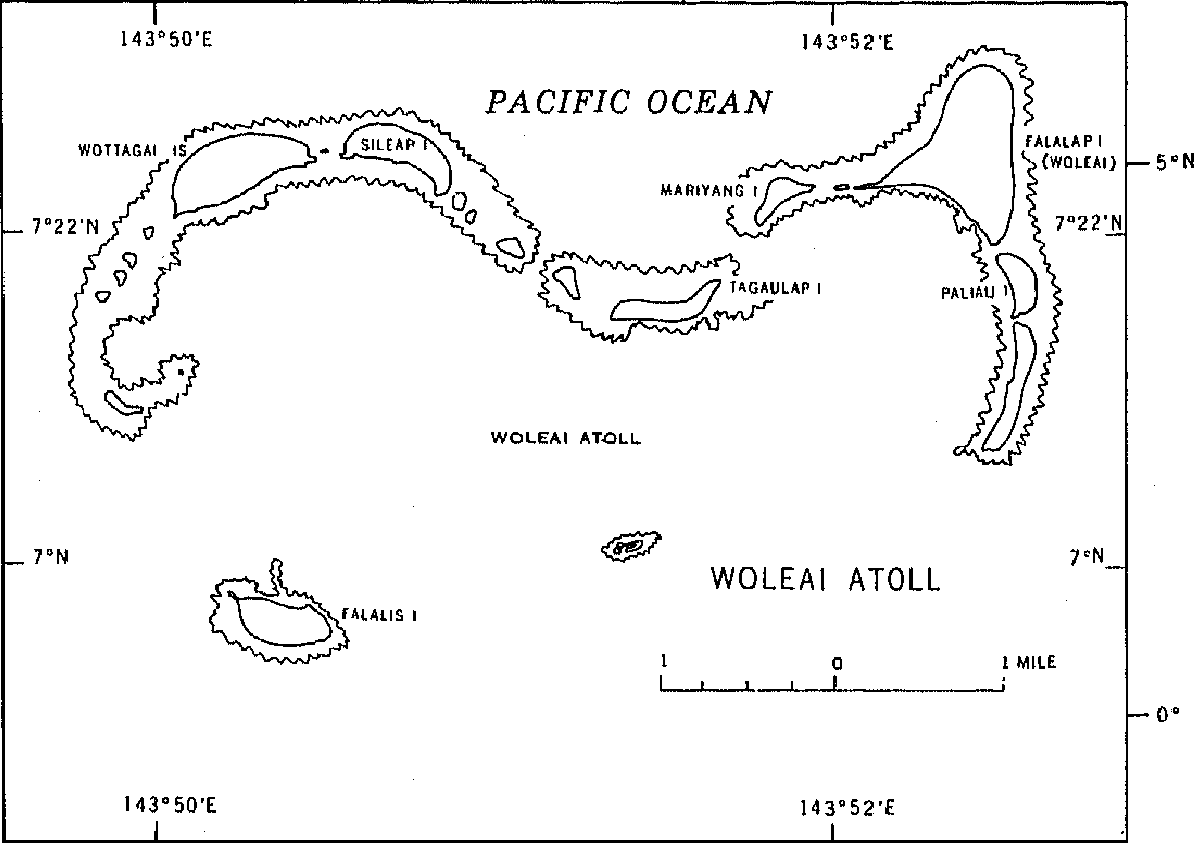
Bản đồ Woleai.

Woleai, còn gọi là Oleai, là một rạn vòng gồm 22 đảo nhỏ, nằm ở miền đông quần đảo Caroline trong Thái Bình Dương, về hành chính là một huyện của bang Yap, Liên bang Micronesia. Rạn san hô vòng này cách Ifalik chừng 57 kilômét (35 mi) về phía tây-tây bắc và cách Eauripik 108 kilômét (67 mi) về phía đông bắc. Woleai cũng là tên của đảo rộng nhất, toạ lạc ở mạn đông bắc cụm đảo này.
Rạn vòng Woleai có dân số 1.081 người (2000), diện tích đất 4,5 km². Một hệ chữ dùng để viết tiếng Woleai được ghi nhận năm 1913, lúc đó vẫn được vài người sử dụng.

## Địa lý
Rạn vòng này có hình tựa số tám, dài 11,5 kilômét (7,1 mi), rộng 7 kilômét (4,3 mi); đa phần rìa nam Woleai nằm dưới mặt nước biển. Rìa đông và bắc là nơi có đáng để đất liền. Phá bên trái của "số tám" sâu và rộng hơn phía bên phải. Tổng diện tích đất liền chỉ chừng 4,5 kilômét vuông (1,7 dặm vuông Anh).